# Almbosit
Almbosit (Ramdohr, Cevales, 1980), chemický vzorec Fe52+Fe43+V45+Si3O27, je kosočtverečný minerál. Almbosit je nedostatečně popsaný a proto není uznaným minerálem.

## Vznik
Druhotný minerál, výsledek metamorfních procesů.

## Morfologie
Tvoří drobná zrna.

## Vlastnosti
- Fyzikální vlastnosti: Štěpnost dobrá podle {???}.
- Optické vlastnosti: Barva: modrošedá.
- Chemické vlastnosti: Složení: V 16,67 %, Fe 41,11 %, Si 6,89 %, O 35,33 %.

## Naleziště
- Itálie – Tridentsko-Horní Adiže, Almhutte Bos (masiv adamelo, prov. Trento) v permských pískovcích v blízkosti kontaktu s granodiorit - tonalitovým masivem na uranovém ložisku.